# Philip Hart
Philip Aloysius Hart, né le 10 décembre 1912 à Bryn Mawr (Pennsylvanie) et mort le 26 décembre 1976  à Washington D.C. est un homme politique américain.
Avocat de formation et vétéran de la Seconde guerre mondiale, il sert en tant que sénateur des États-Unis de 1959 jusqu'à sa mort en 1976 d'un cancer. Partisan des droits civiques et défenseur du droit des consommateurs et des travailleurs, son sens moral et sa réputation parmi ses collègues sénateurs lui valent le surnom de « Conscience du Sénat ». Une extension des bureaux du Sénat lui est dédiée de son vivant, le Hart Senate Office Building (en).

### Sénateur des États-Unis

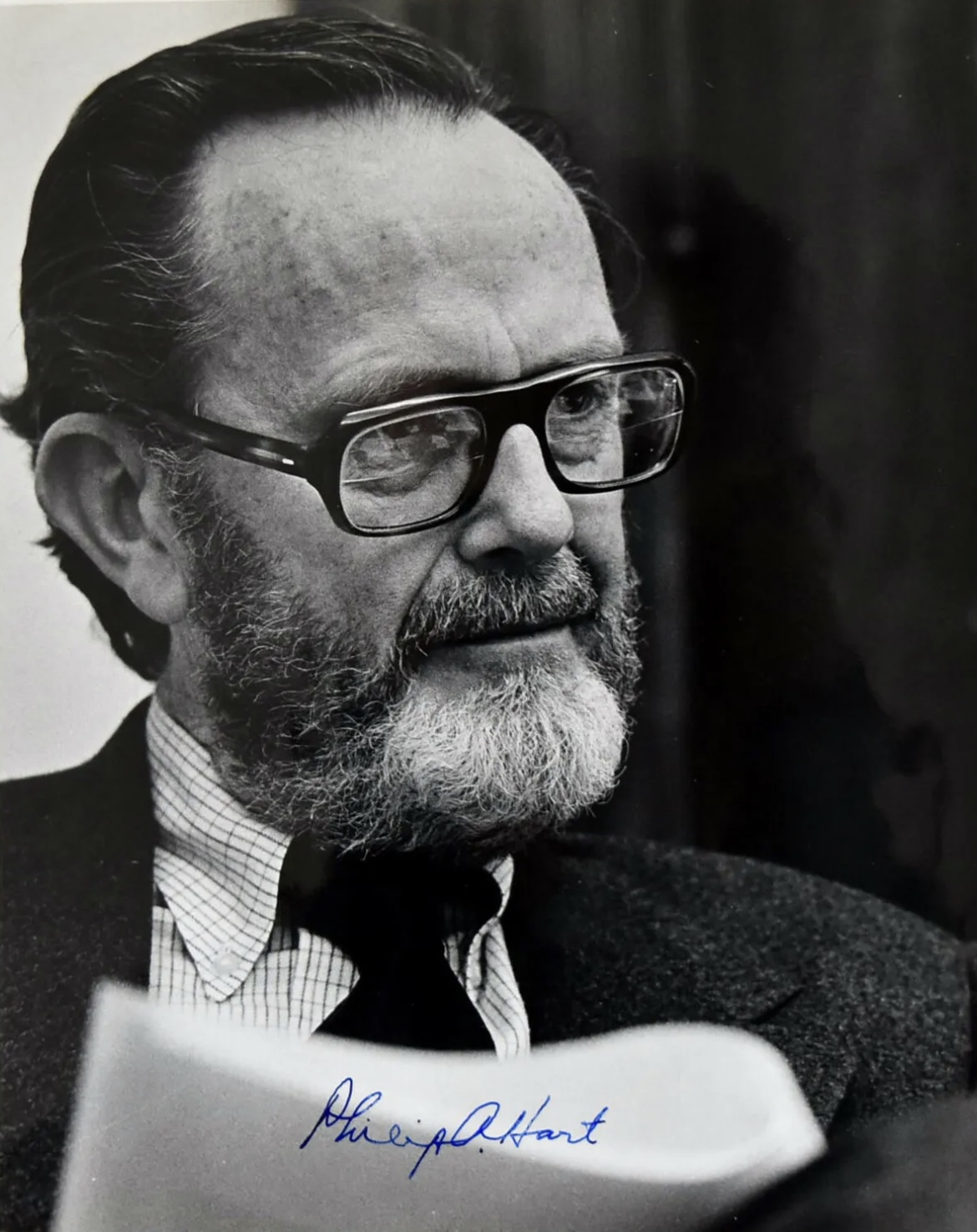
Philip Hart en 1970, année de sa 3e réélection au Sénat.